# Trận bão tại Nam Kỳ tháng 5 năm 1904
Vào ngày 1 tháng 5 năm 1904, một trận dông bão (còn có tên là trận bão năm Giáp Thìn) kèm theo nước dâng đã diễn ra tại khu vực Nam Kỳ thuộc Liên bang Đông Dương. Sự xuất hiện và quá trình diễn biến của thiên tai này không có nhiều tài liệu ghi chép lại, chủ yếu chỉ nói về những biến động về tự nhiên đã xảy ra tại khu vực Nam Kỳ vào ngày 1 tháng 5 năm 1904 bao gồm dông, mưa, vòi rồng, nước dâng và thậm chí cả sóng thần.
Thiên tai được cho là đã gây thiệt hại nặng nề đối với khu vực Nam Kỳ. Theo lưu truyền trong dân gian thì có đến 12 nghìn người đã thiệt mạng trong trận dông bão, riêng tỉnh Định Tường và Gò Công đã ghi nhận 5 nghìn người chết. Nhà cửa, cây cối, hạ tầng tại các tỉnh Nam Kỳ hư hại nặng nề và tổng thiệt hại tài sản hơn 1000 tỷ đồng (theo thời giá năm 2008). Trận thiên tai năm Giáp Thìn đi vào văn hóa của người miền Nam Việt Nam về sau, thậm chí câu thành ngữ "Năm Thìn bão lụt" ở Việt Nam cũng được cho là có nguồn gốc từ chính trận thiên tai năm 1904 này.

## Diễn biến
Không có nhiều tư liệu về diễn biến của trận dông bão, hệ thống International Best Track Archive for Climate Stewardship (IBTrACS) không ghi nhận xoáy thuận trong thời điểm trước ngày 17 tháng 5 năm 1904. Theo Cục thời tiết Philippines (Philippines Weather Bureau), một xoáy thuận nhỏ đã hình thành vào khoảng ngày 21–22 tháng 4 năm 1904 ở vùng biển phía Đông nước này, sau đó đi qua đảo Mindanao với khí áp gần tâm đo được là 754,75 mmHg (1.006,25 hPa) tại Surigao del Sur. Sau khi có sự phát triển đáng kể, nó đã đi đến Tonkin (Bắc Kỳ) vào ngày 30 tháng 4, theo ghi nhận của cơ quan này và trong tài liệu của Selga (1935). Tuy nhiên, theo một số trang báo Việt Nam thì cơn bão đổ bộ vào ngày 1 tháng 5 năm 1904, nhằm ngày 16 tháng 3 âm lịch năm Giáp Thìn, tại Gò Công (nay thuộc Tiền Giang).
Theo những gì ghi lại được đến nay thì vào ngày 1 tháng 5 năm 1904, từ sáng đến trưa ở Sài Gòn và Nam Kỳ mưa lâm râm, đến trưa chiều bắt đầu nổi gió và đến khoảng 16 giờ thì trời tối sầm. Lúc 17 giờ thì trận dông mưa lên đến cực điểm, cây cối đổ, và đến tối các tàu thuyền ở ven sông Sài Gòn bị sóng đánh, hoặc đứt neo hoặc chìm. Đến 22 giờ cùng ngày thì trời bớt dông gió nhưng mưa vẫn rất lớn.
Có ý kiến, trong đó có một số nhà khoa học, cho rằng trận dông bão này thực chất là trận sóng thần do động đất ở đáy biển tràn lên, với dòng hải lưu có nơi cao đến 3,50 m (11,5 ft) và tiến vào các sông ngòi và có ảnh hưởng đến tận Bến Lức (Long An) ngày nay. Một số trang thông tin điện tử tại Việt Nam thì coi thiên tai năm 1904 này là tổ hợp của bão và sóng thần, riêng VTC News nhận xét nó là "trận bão kèm theo sóng thần duy nhất được ghi nhận ở vùng đất Nam Bộ, là trận sóng thần kinh hoàng nhất được ghi nhận trên toàn cõi Việt Nam từ xưa tới nay".

## Tác động
Trận dông bão năm 1904 được cho là gây thiệt hại vô cùng nghiêm trọng đến toàn vùng Nam Kỳ và có tác động đến cả Cambodia. Trận dông bão này được cho là đã gây nước dâng lớn tại Nam Bộ. Thống kê tại tỉnh Định Tường và Gò Công cho biết có đến 5.000 người chết, 80% súc vật chết và hơn 60% nhà dân bị sập. Tại Sài Gòn ghi nhận đến 3.000 người chết trong thảm họa. Trong khi đó, dân gian truyền miệng qua thơ, vè ở Nam Bộ cho biết số người chết khoảng "một muôn hai" (tức khoảng 12.000 người). Thiệt hại do cơn bão thời điểm đó ước tính 40 triệu đồng, tính ở thời giá năm 2008 là 1 nghìn tỷ đồng.
Theo các tờ báo tại Sài Gòn khi ấy, dọc theo tuyến đường sắt Sài Gòn – Mỹ Tho, một vòi rồng xuất hiện làm đổ ngã một toa xe, giật đứt mái nhà ở đềpô xe lửa và đè lên cả một cái nhà lá khác. Trong ngày hôm đó, thành phố này có cuộc bầu cử Hội đồng Thành phố, bầu 6 người trong Nghị viện song hơn 400 cử tri vắng mặt, nên chủ nhật tuần sau đó phải bầu lại; và trước đó một ngày, trong lễ khánh thành tuyến xe lửa Gò Vấp – Hóc Môn, có người đọc diễn văn đã phát biểu: "Nam Kỳ vốn là Phật địa, không bao giờ có bão lụt tàn phá. Ấy là sự bảo đảm của nền thạnh vượng chung cho xứ sở, cho mọi người mà cũng là hạnh phúc riêng cho các công ty xe lửa..." nhưng ngày hôm sau thì gặp dông bão. Tại Sài Gòn, nhà chức trách cũng thống kê được 900 cây đổ, các thớt thịt ở chợ ngã đổ chất đống lên nhau, nhà lá bay khắp nơi.

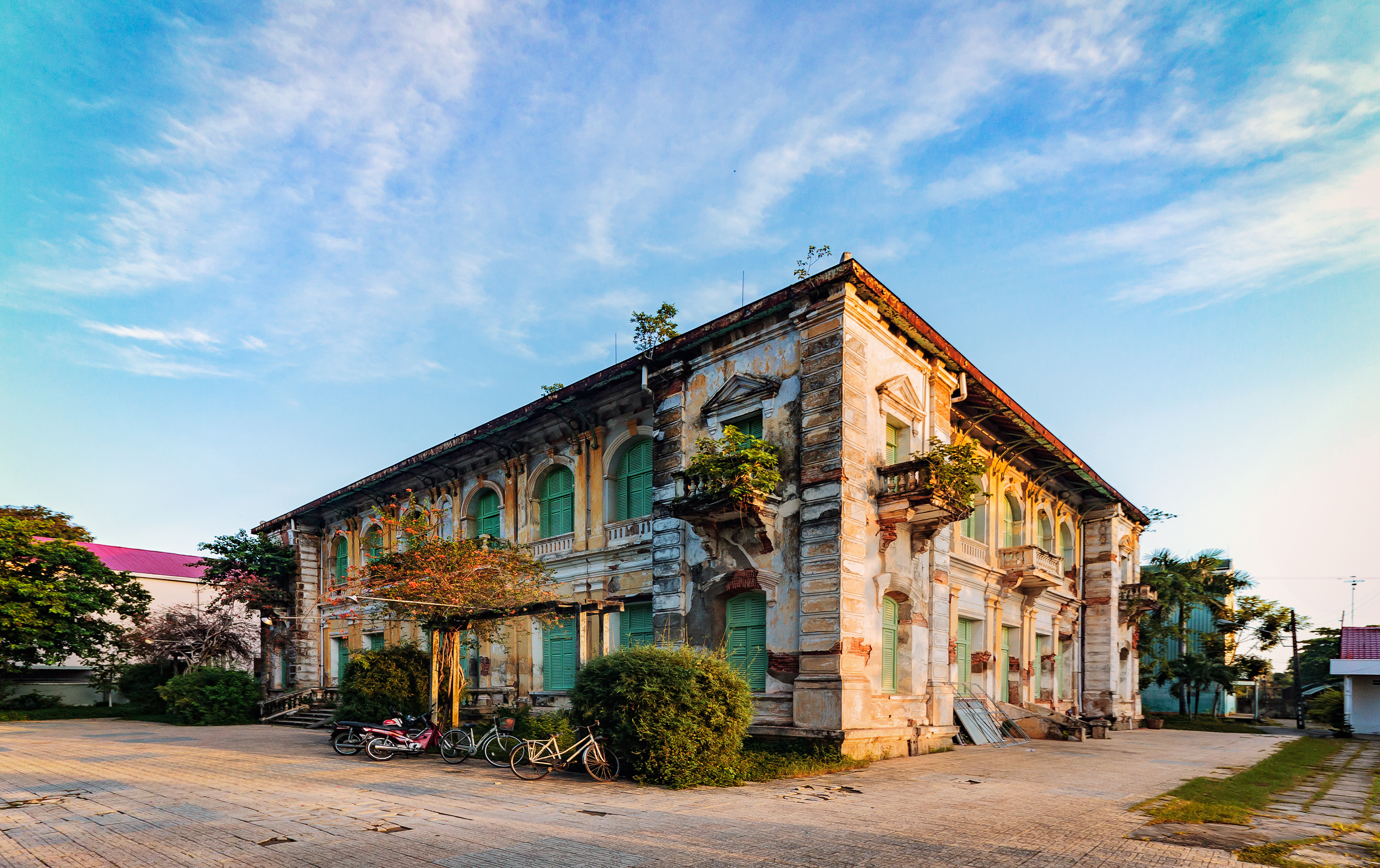
Di tích dinh Tỉnh trưởng ở thị xã Gò Công, một địa chỉ từng bị sập đổ trong trận bão năm 1904

Tại Gò Công, theo ghi chép, nhà lá bị sập, nhà ngói tốc nóc, tường xiêu vách đổ. Nước dâng cao bất ngờ ở các làng ven biển, sóng to nhiều đợt tràn lên bờ cao hơn 10 m, đánh văng, cuốn trôi các tàu thuyền ra biển trên 10 km. Hệ thống đường dây điện thoại, điện tín và đèn đường ở Gò Công và Mỹ Tho cũng bị đổ ngã, thậm chí dinh tỉnh trưởng cũng bị sập đổ. Thậm chí, theo ghi chép lại, ngày dông bão đó ở một đình làng tại Gò Công đang hát tuồng thu hút dân chúng đến xem, thì dông bão đến và cảnh tượng hỗn loạn diễn ra, thậm chí xác của các nghệ sĩ diễn nằm vắt vẻo trên ngọn tre, đống rơm khi chính quyền kiểm kê.
Những ảnh hưởng của trận dông bão năm 1904 còn thể hiện rõ trong văn hóa của người Nam Bộ. Ngày 16 tháng 3 âm lịch được lấy làm ngày giỗ chung cho những người tử nạn trong bão tại các địa phương như Gò Công, Mỹ Tho, Tân An; thậm chí đến thập niên 1950 vẫn còn được tổ chức. Trận dông bão năm 1904 cũng đi vào nhiều câu ca dao, tục ngữ hay tác phẩm văn học của người dân Nam Bộ. Điển tích về thiên tai, với câu thành ngữ "Năm Thìn bão lụt", với ý nghĩa rằng năm Thìn (theo âm lịch) hay có bão to và lụt lớn, cũng được cho là bắt nguồn từ trận bão này. Ngoài ra, trận dông bão cũng được cho là khởi nguồn của một phong trào đấu tranh chống thuế của một số địa phương miền Tây Nam Kỳ với chính quyền thực dân Pháp. Hơn 90 năm sau trận thiên tai này, vào năm 1997, cơn bão số 5 – Linda đã đổ bộ vào miền Tây Nam Bộ, làm khoảng 3 nghìn người chết và mất tích.